# Fuster
|  | Aquest article tracta sobre l'ofici. Vegeu-ne altres significats a «Fuster (desambiguació)». |

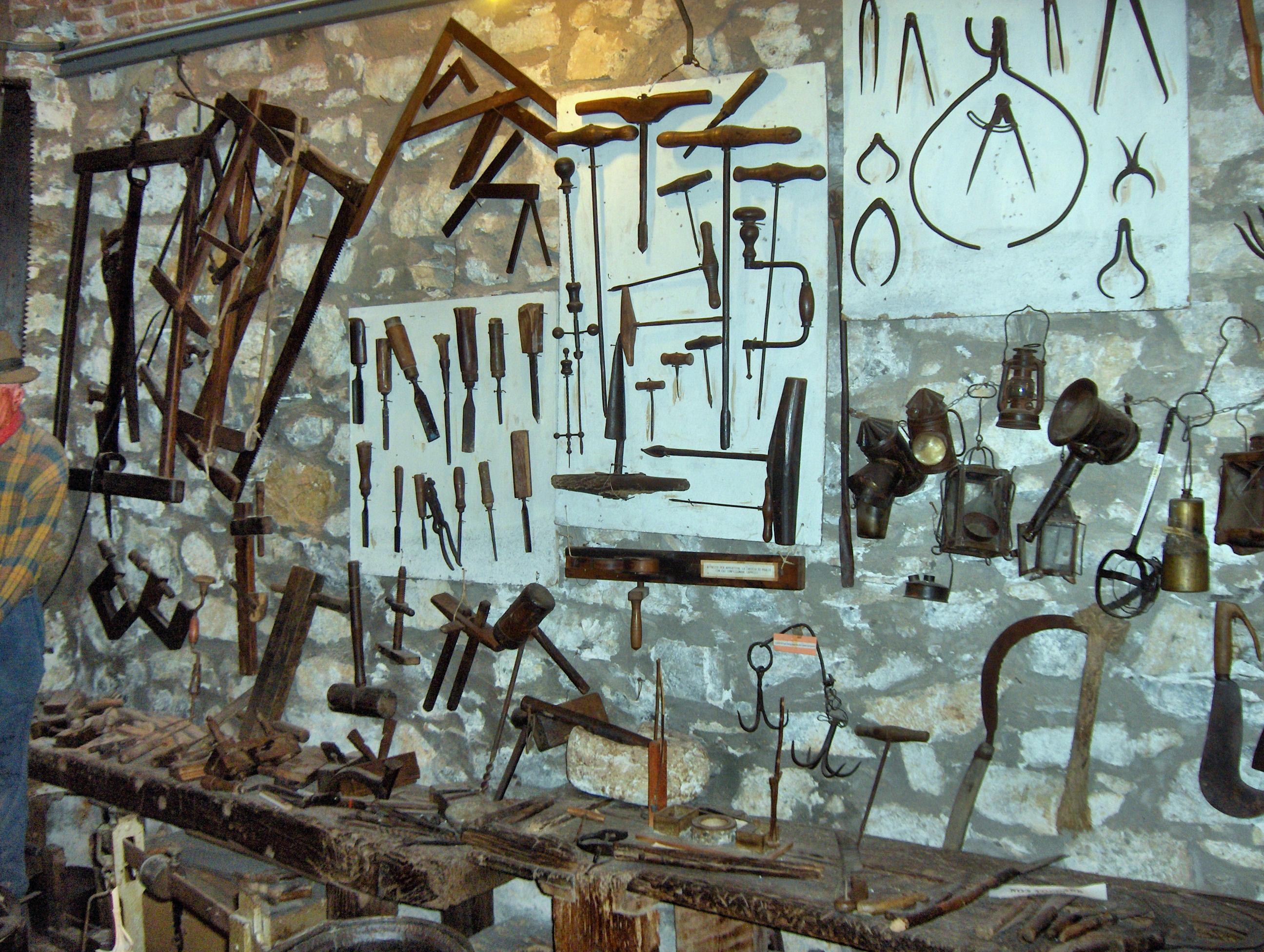
Eines tradicionals d'un fuster. Museu Etnogràfic de la Ligúria occidental, a Cervo (Itàlia).

Un fuster o una fustera és un menestral que té com a ofici treballar la fusta.

## Història
Els fusters tenien molta importància en la construcció d'habitatges (algunes vegades, podien ésser també mestres de cases) i també de vaixells (per exemple, els fusters de ribera de Barcelona), que desenvoluparen una professió específica: la del mestre d'aixa. Cal fer esment també dels fusters que, d'ençà de la darreria de l'edat mitjana, treballaven a les serradores. Ja com a artistes, podem esmentar els tallistes, que esculpien la fusta per fer cairats (Pere S'Anglada, Macià Bonafè, Xavier Campeny, etc.). De fet, a Barcelona, a mitjan segle xv, on es diferenciava els fusters caixers (que eren seixanta-tres) dels fusters bosquers (que eren vint-i-tres).
A l'edat mitjana, els fusters, com la resta de menestrals, s'organitzaren en col·legis professionals o confraries per regular l'ofici, defensar els seus interessos i donar-se suport mutu. A Mallorca, el col·legi dels fusters fou fundat el 1499, per bé que al segle xiv ja consten documents que esmenten la comunitat de fusters. Es dividien en fusters d'obra grossa (que feien bastides, escales, carros...) i fusters d'obra menuda (mobiliari); al segle xviii, es constituí la secció dels mestres d'aixa. El seu patró era sant Josep, venerat a l'església del convent de Sant Francesc, a la que encara ara és la capella de Sant Josep. Anteriorment, però, l'havien venerat a l'església de Sant Nicolauet Vell (a la plaça del Roser) i, al segle xiv, havien tengut la capella a l'església de Santa Eulàlia, sota la invocació de sant Antoni de Viana i sant Iu (actualment, la capella de l'Ecce Homo). Els fusters tenien la sala davant l'antic convent dels Mínims, entre el que actualment és la plaça de la Reina i el Born, i la sepultura del col·legi era a la capella de sant Josep, on encara es conserva la làpida (Sepultura dels Honorables Fusters, com y també dels fills y fillas de mestras confrares qui estiran baig de la potestat del para. Als -- del mes de gost 1704). El seu escut era format per diverses eines pròpies de l'ofici (una aixa, una plana, un compàs, un escaire, una maça, un puntacorrent...).

## Eines
Els diferents treballs d'un fuster sovint es relacionen amb el banc de fuster. El banc permet de subjectar amb fermesa taulons, llistons i peces semielaborades. I treballar a una alçària adequada.
| - Martell - Filaberquí i broques per a fusta - Gúbia i enformador | - Garlopa, ribot i boet - Centenella | - Paper de vidre - Regle i escaire - Serres | - Aixa - Premsa de cargol | - Serjant - Tribanella |

### Màquines
| - Polidora - Serra de vogir o de marqueteria - Serra circular | - Serra radial - Serra de cinta - Motoserra | - Ribot elèctric - Rebaixadora - Cantellejadora | - tupí - espigadora - escairadora | - Trepant - Torn |

### Operacions principals
| - Clavar - Encaixar | - Encolar - Engalzar | - Envernissar - Escairar (cabirons o panells) - Fer motllures | - Foradar - Llimar | - Polir - Serrar |

## Materials
Els fusters fan mobles i altres estris a partir d'alguns materials que constitueixen la primera matèria.
Els principals materials són els següents:
- Fusta natural
- Fusta tractada o semielaborada
- Derivats de la fusta
- Materials sintètics

### Fusta natural
Per fusta natural s'entén la que prové de l'arbre després d'un procés d'assecatge, en forma de peces comercials. Segons les dimensions les peces s'anomenen amb diversos termes tradicionals: bigues, cabirons o cairats, taulons, quadrons, llates, posts, llistons...
A partir del tronc d'un arbre hi ha diverses mètodes per a serrar-lo en peces més petites. Cada sistema té avantatges i inconvenients pel que fa a l'aprofitament de la secció (la secció és circular i les peces de fusta són rectangulars: hi ha pèrdua de material al tallar) i a les propietats de les peces obtingudes (les peces tallades en sentit radial es deformen menys).
Una altra forma típica de presentació de la fusta és la fullola que es comercialitza en gruixos de l'ordre de poques dècimes de mil·límetre fins a 5 mm. La fullola pot ser serrada d'un tronc (tallant-lo en diagonal o seguint una corda geomètrica de la secció: la fullola de ganiveta) o desenrotllada a partir d'un tronc vaporitzat i tornejat (tallant un petit gruix en espiral al llarg del perímetre: la fullola desenrotllada).

#### Peces especials
Per a lutiers es comercialitzen peces especials de fustes adequades (generalment fustes precioses o semiprecioses). Aquestes fustes poden tenir molts anys d'assecatge particularment acurat i d'emmagatzematge.

### Fusta tractada i semielaborada
A més de la fusta en el seu estat natural (verda o assecada) hi ha peces de fusta que es comercialitzen amb algun tipus de tractament. Hi ha tractaments de protecció, contra insectes i fongs. També hi ha tractaments contra la humitat.

### Derivats de la fusta
N'hi ha cinc tipus principals:
- els taulers contraplacats[15]
- els taulers enllistonats[16]
- els taulers aglomerats a partir d'encenalls[17]
- els taulers a base de fibres premsades[18]
- els taulers a base de serradures premsades

Una mena de taulers molt usats són els anomenats de "densitat mitjana" (denominants DM en forma abreujada).

### Materials sintètics
En la fabricació de mobles i altres s'usen materials sintètics basats en polímers i altres compostos químics.
Un exemple d'aquests productes és la fòrmica, laminat usat en taulells i superfícies sotmeses a l'abrasió (Fòrmica és un nom derivat d'una antiga marca comercial).

### Altres materials
- Claus
- Vernís i laca
- Cola blanca
- Cola de contacte
- Cola de poliuretà
- Cola animal

## Tractats

Historia plantarum, 1549.

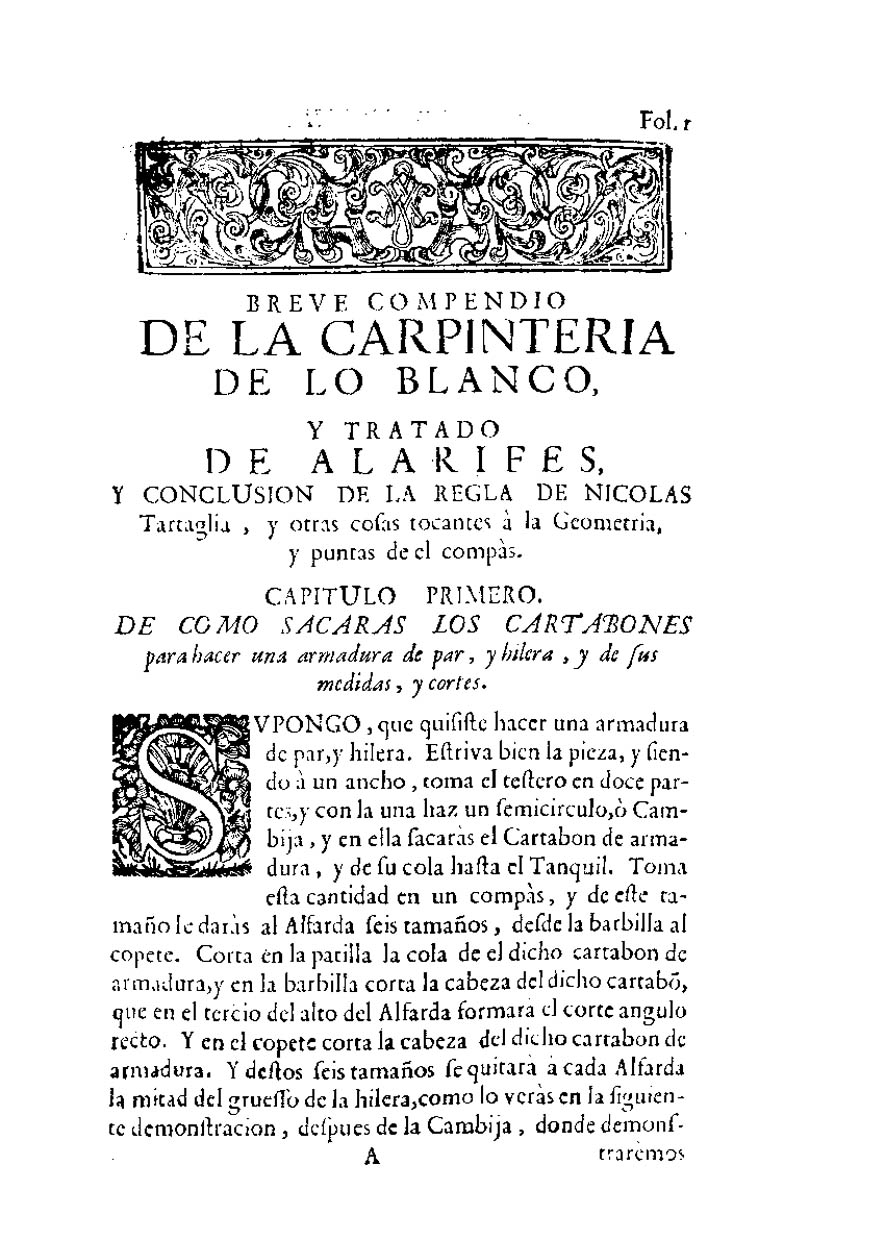
Breve compendio de la carpinteria de lo blanco y tratado de alarifes, 1727

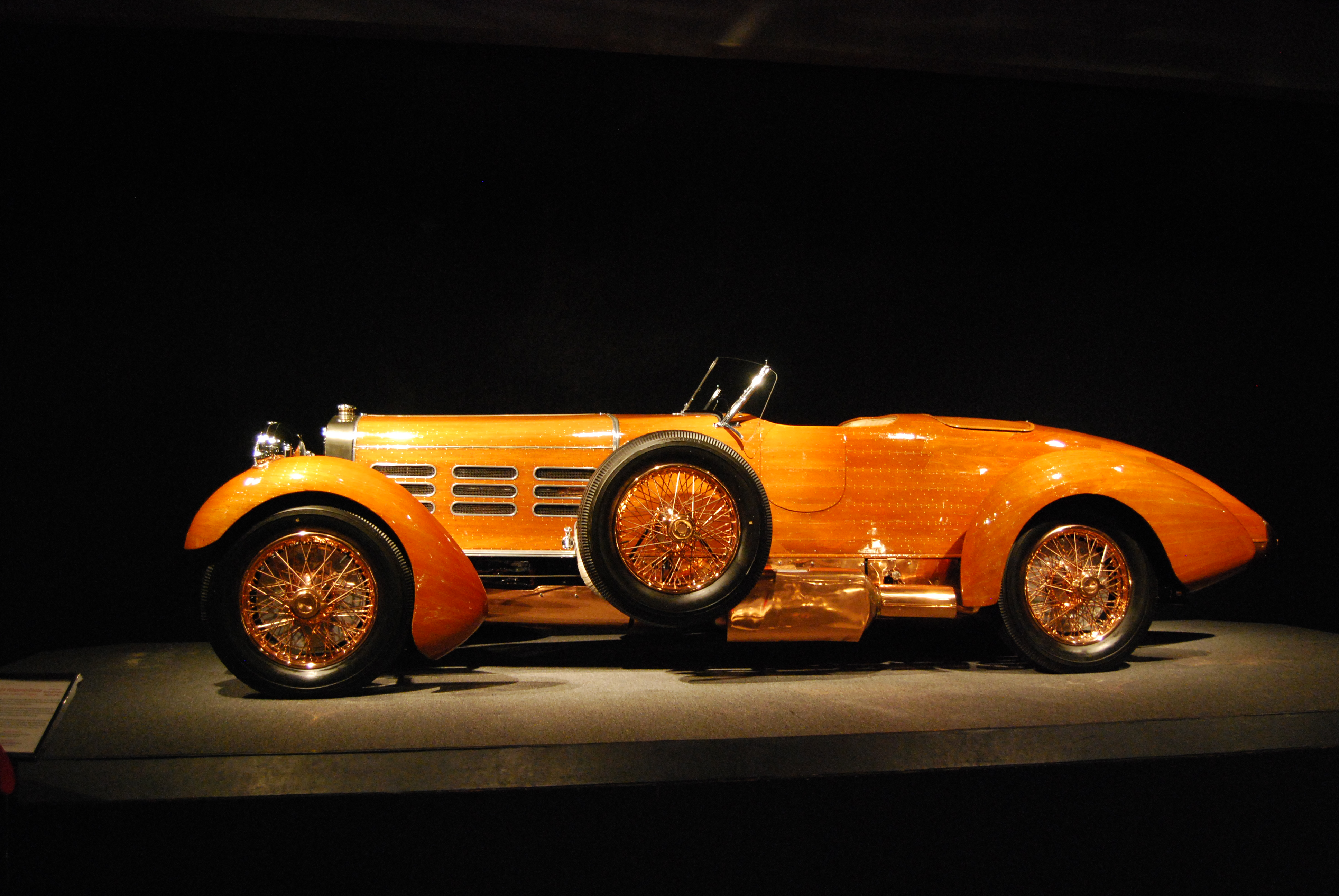
Hispano-Suiza H6B Nieuport Tulipwood Torpedo. Amb carrosseria de fusta de tuliper.

Com en altres oficis tradicionals l'aprenentatge es basava en l'observació dels mestres. Les obres clàssiques sobre fusteria no són gaire nombroses. A partir del segle XIX, hi ha una munió de tractats sobre els treballs de la fusta més o menys especialitzats. Una mostra cronològica a continuació.
- Teofrast.
  - Els rems se solien fabricar de fusta d'avet blanc (Abies alba). Però no pas de qualsevol manera. Teofrast[22] escrigué la manera correcta d'obtenir rems resistents. En traducció lliure: "És millor fabricar-los a partir d'un avet jove. La fusta d'avet s'assembla a una ceba, amb diverses capes ben marcades. Un remolar hàbil sap conformar un rem sense tallar aquestes capes. Polint la fusta sense interrompre la capa exterior. Així el rem serà més resistent. Per contra, un artesà maldestre deixarà el rem amb les capes tallades que seran punts febles per on es podrà trencar amb facilitat". La fusta d'avet blanc s'emprava també per a fer trirrems i els pals corresponents, i era objecte d'un comerç molt important. En èpoques d'alta demanda i escassetat el seu preu era molt elevat.
  - Història natural (continuació d'Aristòtil) en què destaca l'obra sobre botànica: περὶ φυτῶν ἱστορία (De historia plantarum) en deu llibres i Περὶ φυτικῶν αἰτιῶν ("Perí phitikon aítion", De causis plantarum Sobre les causes de les plantes)
- 1633. Breve compendio de la carpinteria de lo blanco, y tratado de alarifes.[23]
- 1729. Traité de la coupe des bois pour le revêtement des voutes, arrieres-voussures, trompes, rampes et tours rondes.[24]
- 1828. Elementary Principles of Carpentry.[25]
- 1833. Manuel du charron et du carrossier ou L'art de fabriquer toutes sortes de voitures... avec un vocabulaire explicatif des termes techniques: Art du charrossier.[26]
- 1834. Manual de geometría popular aplicada a la carpintería, ebanistería, albañilería, cantería, cerrajería y otras artes de construcción.[27]
- 1842. Nouveau manuel complet du charpentier ou Traité simplifié de cet art.[28]
- 1852. "Ebanistería".[29]
- 1854. Manual del Carpintero de muebles y edificios seguida del arte del ebanista.[30]
- 1857. Nuevo tratado de carpintería ó Vignola para el uso de los carpinteros y de todos los constructores.[31]
- 1858. Manual del carpintero de muebles y edificios ...[32]
- 1862. Description des machines-outils propres à travailler le bois et d'outils à la main destinés au même usage.[33]
- 1873. On the arrangement, care, and operation of wood-working factories and machinery.[34]
- 1877. Diccionario general de arquitectura e ingenieria.[35]
- 1879. Trattato su le costruzioni in legno.[36]
- 1879. The New Carpenter's and Builder's Assistant, and Wood Worker's Guide.[37]
- 1880. Woodworking Machinery: Its Rise, Progress and Construction, Etc.[38]
- 1897. The Carpenter's Manual: A Practical Guide to the Various Operations of the Trade, ...[39]
- 1986. The Woodworker's Bible.[40]
- 2007. The Woodworker's Bible: A Complete Guide to Woodworking.[41]
- 2007. Roman Woodworking.[42]
- 2014. Manual of Purpose-Made Woodworking Joinery.[43]
- 2014. Bricolaje.Carpintería y mueble.[44]
- 2020. Woodwork: The Complete Step-by-step Manual.[45]
- 2023. Wood and Wood Joints: Building Traditions of Europe, Japan and China.[46]

### Tractats especialitzats
Hi ha oficis artesans basats, principalment, en el treball de la fusta. Poden esmentar-se alguns tractats especialitzats sense cap pretensió d'oferir una llista completa. Vegeu a continuació.
- 1936. Flat bow.[47]
- 1957. Bending Solid Wood to Form.[48]
- 1981. Les méthodes modernes pour construire son bateau en bois: bois roulé, contre-plaqué, procédés mixtes, construction cousue, sandwich bois-balsa, plastification, finition à partir d'une coque en plastique.[49]
- 1985. La guitarra española: características y construcción.[50]
- 1988. How to Build a Wooden Boat.[51]
- 1989. Manual del luthier: tratado práctico sobre la construcción de violines. Ramón Pinto Comas.[52]
- 2004. Manual de tonelería. Destinado a usuarios de toneles.[53]
- 2023. The Longbow.[54]